# Tutti in piazza
Tutti in piazza è stato un programma televisivo italiano di genere varietà, andato in onda il venerdì in prima serata su Canale 5 dal 17 maggio al 7 giugno 1996 per quattro puntate, con la conduzione di Gerry Scotti e Alba Parietti.

## Il programma
Era un varietà itinerante, realizzato ogni settimana da un piccolo comune italiano che ospitava la trasmissione dalla propria piazza principale. Nelle settimane precedenti venivano effettuati dei casting che riguardavano gli abitanti della cittadina o delle zone limitrofe attraverso i quali si selezionavano cantanti, intrattenitori, imitatori, musicisti, sportivi che si sarebbero esibiti durante la serata. Veniva inoltre realizzata una piccola gara di bellezza per eleggere la ragazza più carina del paese. Durante la serata, inoltre, chi lo desiderava poteva cimentarsi nella sfida del "toro meccanico", gioco già proposto nelle edizioni di Buona Domenica condotte da Scotti durante la quale un "cavaliere" doveva restare in sella a un toro meccanico che, muovendosi rapidamente, tentava di disarcionarlo.
Faceva parte del cast anche l'esordiente Enrico Papi, che in quel periodo si occupava di gossip in televisione. Papi nei giorni precedenti la registrazione girava per il paese in cerca di tradimenti e scoop riguardanti gli abitanti del posto; in occasione della prima puntata, fu vittima di un lancio di ortaggi da parte del pubblico, lasciando comunque il dubbio che si trattasse di uno scherzo organizzato. La band musicale della trasmissione era diretta da Massimo Dellabianca.
I comuni coinvolti dalla trasmissione nell'arco delle quattro serate sono stati San Severino Marche (il 17 maggio), Pietrasanta (24 maggio), Cerveteri (31 maggio) e Varazze (7 giugno).

### Critica e ascolti
Il produttore della trasmissione Stefano Magnaghi affermò che il programma riportava elementi già visti in Il Pomofiore, Campanile sera, La Corrida, Karaoke, I fatti vostri. La trasmissione andava in onda proprio in concorrenza ad un'edizione serale della trasmissione di Rai 2, che ebbe migliori risultati d'ascolto rispetto al varietà di Canale 5, il quale non ottenne un buon successo di pubblico fermandosi ad un ascolto medio di poco più di 3 milioni di telespettatori.